# 西園寺公宣
西園寺 公宣（さいおんじ きんのぶ）は、江戸時代前期の公家。別名は西園寺随宜とも言う。

## 生涯
年上の甥である権中納言西園寺実尚が若くして急死したため、その後を受けて西園寺家を相続した。従五位上侍従に就任したが、寛文5年（1665年）母の死後に職を辞して隠居し、細川忠隆の子長岡忠春（叔父にあたる）を頼って肥後国入道水村（現在の熊本県菊陽町）に下向して暮らしていたが、そこで病を得て寛文10年に45歳で卒去した。西園寺家は公遂が継いだ。
実は、西園寺公宣の肥後滞在中に女官との間に娘・安姫（屋須姫とも書く）が生まれている。公宣の死後に京都から迎えが来て安姫は西園寺家で育てられ、後には鷹司家から婿（西園寺実輔）をとって西園寺家を継ぐことになる。
熊本県の古閑原西端から北に農道を登った芳ケ平に、そこで卒去した西園寺随宜を祀る神社と墓（長岡忠春建立）が残っている（下記の外部リンク参照）。

## 系譜
- 父：西園寺実晴
- 母：徳（細川忠隆（長岡休無）の娘）
- 妻：女官
  - 女子：安姫 - 西園寺実輔室
  - 養子：西園寺公遂（実弟）